# Disponent
Ein Disponent (entlehnt aus lateinisch disponens, verwandt mit disponieren und Disposition) (auch Zuteiler genannt) ist für die Zuteilung von Ressourcen und Waren und die Einteilung von Finanzen oder Personal in einer Organisation zuständig. Seine Funktion heißt Disposition. Er überwacht – auf der kaufmännischen Ebene – das Ausführen der Dienste der Organisation und legt gegebenenfalls die zulässigen Termine fest.

## Abgrenzung
Der Disponent bereitet das Ausführen von Diensten vor. Er koordiniert nicht den Einsatz der einzelnen Beteiligten vor Ort in Verkettung der Verrichtungen. Der Disponent besorgt in der klassischen Arbeitsvorbereitung lediglich das Einteilen ohne ein explizites Festlegen einer Reihenfolge der Bearbeitung. Anders als der Dispatcher koordiniert der Disponent somit nicht den Einsatz der Ressourcen, das bleibt entweder dem Dispatcher oder den ausführenden Personen überlassen.
In der Regel teilt der Disponent die Aufgaben ein, bevor ein Prozess beginnt. Er ist steuernd tätig. Er liefert lediglich eine von Störungen nicht betroffene in allen Mengen detaillierte Planung, ohne sich daran zu beteiligen, sie in der Realität durchzusetzen. So ist der Disponent meist nicht beteiligt, wenn die ausführenden Personen Störungen der Planung erfahren und diese im Ablauf beheben. Er greift erst ein, wenn die vorgegebenen Termine voraussichtlich und unvermeidlich verletzt werden.

## Aufgabenbeispiele
- In Speditionen oder Kurierunternehmen teilt er die Touren für die Fahrzeugflotte ein und überwacht die Erledigung. Dabei sammelt er gleichzeitig Informationen zur Abrechnung und Qualitätssicherung von erbrachten Leistungen. Im Gegensatz zum Planer hat ein Disponent nicht die Aufgabe, Touren zu planen. In Speditionen werden allerdings häufig die Aufgaben von Disponent und Planer zusammengefasst und als Disponent bezeichnet. Dies führt deshalb zu unterschiedlichen Abgrenzungen des Aufgabenbereichs eines Disponenten in verschiedenen Unternehmen.
- In der Personaldienstleistung teilt er als Personaldisponent die Einsätze von Zeitarbeitnehmern bei Kundenbetrieben ein und überwacht die Erledigung durch die beteiligten Mitarbeiter. Lediglich die Reihenfolge der Bearbeitung anstehender Aufgaben bleibt offen.
- In der Produktion hat er die Aufgabe, die zur Herstellung des Gutes nötigen materiellen Mittel termingerecht bereitzustellen bzw. einzuteilen. „Das richtige Material in der richtigen Menge in der richtigen Qualität zur richtigen Zeit am richtigen Ort zum richtigen Preis“ ist das Ideal des Disponenten. Lediglich die Reihenfolge der Belieferung bleibt offen.
- Im Eisenbahnverkehr ist der Disponent für den reibungslosen Betriebsablauf zuständig. Er plant Verkehrsleistungen und ist auch für deren Durchführung, Überwachung sowie Nachbereitung verantwortlich. Beispielsweise sorgt er im Schienenpersonenverkehr für die Einhaltung der Fahrpläne, entscheidet, ob ein Anschlusszug bei Verspätung des ankommenden Zuges warten muss, und ist im Schienengüterverkehr für Lokeinsätze und Rangiertätigkeiten zuständig.[3]

## Rechtliche Stellung
Aufgrund von auf bestimmte Unternehmensbereiche beschränkten Vollmachten ist er befugt, den ihm zugeteilten Arbeitsbereich weitgehend selbsttätig zu organisieren und zu leiten. Des Weiteren erhält er durch seine Vollmacht ein so genanntes Substitutionsrecht, das heißt, er selbst kann ihm untergebenen Mitarbeitern eingeschränkte Vollmachten erteilen.

## Andere Arten
- Der Chefdisponent in einem Theater oder einer Oper ist verantwortlich für die Erstellung des Spielplans (an welchem Abend ist welches Stück zu sehen) und der Probenzeiträume (Einstudierung neuer Stücke, Wiederaufnahmen usw.).
- Der Orchesterdisponent ist bei großen Orchestern tätig; das fachliche Spektrum erfordert neben der Raum- und Terminplanung insbesondere die Organisation (oder gegebenenfalls selbständige Durchführung) der Besetzungsakquise – soweit vom eigenen Klangkörper nicht abgedeckt –, der Instrumenten- und der Notenbeschaffung auf Basis musikwissenschaftlicher Kenntnisse (z. B. Partiturlesen, Instrumentenkunde, Aufführungspraxis usw.).
- Der Disponent in Feuerwehr-, Verkehrs- und Rettungsleitstellen koordiniert Einsätze bezüglich Personal- und Materialverwendung.
- Der Personaldisponent ist meist Mitarbeiter in einem Personaldienstleistungsunternehmen. Unter dieser Berufsbezeichnung werden die Berufsbilder eines Vertriebsmitarbeiters und eines Personalreferenten mit Führungs- und Leitungsaufgaben zusammengefasst. In der Regel ist der Personaldisponent im weiteren Sinn (ohne Beschränkung auf eine Branche) der für die Arbeitssicherheit verantwortliche Personalentscheidungsträger im Sinne der berufsgenossenschaftlichen Definition, der in vielen Firmen auch begrenzte unternehmerische Verantwortung erhält. Da es sich (noch) um keinen anerkannten Ausbildungsberuf handelt, sind die Stellenbeschreibungen in der Praxis noch sehr unterschiedlich.

## Weblink
- Berufsinformation der Bundesagentur für Arbeit: Disponent im Lager

## Einzelbelege
1. 1 2  
Disponent – Duden, 2018
2. ↑  disponieren, Disposition – Duden, 2018
3. ↑  Bahnberufe.de, Disponent Eisenbahnverkehr, abgerufen am 15. November 2021